# 난다 난다 니얀다
난다 난다 니얀다(일본어: ニャニがニャンだー ニャンダーかめん 냐니가냔다 냔다카멘[*])는 TV 아사히에서 2000년 2월 6일부터 2001년 9월 30일까지 방영한 애니메이션이다. 대한민국에서는 JEI 재능 TV와 카툰네트워크에서 방영하였다. 총 83화가 있으며, 1화당 2개의 에피소드로 구성되어 있다.

## 등장인물
- 야고 / 니얀다

성우: 아사노 마유미 / 이선호
이야기의 주인공. 책을 읽는 것을 좋아하는 얌전한 초등학생 고양이. 어디선가 "살려줘"라는 소리가 들리면 가방을 가지고 숨어서 변신하고, 곧바로 현장으로 출동한다.
- 미미 / 니얀다 카렌

성우: 카와다 타에코 → 가나이 미카 / 이영아
미미; 야고의 여동생. 착한 오빠를 항상 화나게 하지만 사실은 늘 오빠를 생각한다. 후에 니얀다의 정체를 알게 된 미미는 고양이 선인에게 부탁하여 니얀다 카렌이 된다.
- 삐돌이

성우: 스즈키 노리코
야고가 주운 달걀에서 부화한 새끼 프테라노돈. 니얀다의 파트너로, 항상 위기가 있을 때 도와주러 온다.
- 메롱

성우: 호리우치 켄유 / 이인성
푸른 산고양이. 이 작품의 준주인공. 명예욕이 강하고, 마을의 인기인이 되기 위해 텔레비전에 나오려 모든 수단을 동원해 보지만 니얀다 때문에 항상 실패한다. 멋대로이고 자기중심적인 성격이지만, 상냥한 면도 있다. 마음이 약해 망설이거나 착한 일을 하려는 것에서 가장 인간미 있는 캐릭터라고도 할 수 있다.
- 콩이

성우: 우치카와 아이 / 여민정
암컷 흰 여우. 메롱을 사랑하며 메롱의 집에서 세탁이나 요리를 하고 있다. 메롱의 인기를 높이기 위해 핑코의 조언을 받지만, 참을성이 없어 이야기를 끝까지 듣지 못하고 실패하는 일도 자주있다. 변신 기술을 사용할 수 있지만 원하는 대로 잘 안된다.
- 망토대왕

성우 - 츠지 신파치 / 김광국
산 속에 사는 수컷 사자 마술사. 자기가 마을의 왕이라 생각하고 있으며, 간혹 니얀다에게 도전을 해 온다. 애들 장난 같은 수준의 계획을 실행하는 메롱과 달리, 폭력을 사용하기도 한다.
- 거미고양이

성우 - 우메다 키쿠미 / 한채언
이름 그대로 거미와 고양이가 섞인 혼종이다. 망토대왕과 같이 따라다니며 "고무고무"라는 울음소리밖에 내지 않는다.
- 봉봉

성우 - 코바야시 유코 / 이현주
망토대왕의 옛 친구. 거미고양이처럼 싸운다거나 하지도 않고, 꾀를 내는 책사 포지션에 있다. 콩이처럼변신술을 사용할 수 있다.
- 핑코

성우 - 고바야시 유코 / 진영
암컷 수달. 통칭은 핑코 언니. 인기를 끌고 싶어하는 메롱을 위해 도움을 준다. 항상 깨비깨비와 함께한다.
- 깨비깨비

성우 - 단 토모유키 / 하성용
핑코의 파트너이며 수컷 갓파이다. 핑코와 함께 하며, 핑코를 누나(한국판에서는 핑코 님)라고 부르며, 핑코를 짝사랑하고 있다. 머리 접시를 수리검처럼 날릴 수 있다. 육상에 장시간 동안 있을 경우 힘이 나오지 않는다.
- 피코

성우 - 키다 아유미 / 한채언
야고네 사총사들 중 한명이며, 운동을 좋아한다. 니얀다를 우상으로 섬기며 나중에 그와 같은 사람이 되고 싶어한다. 통통한 체형이며 두개의 덧니가 있다.
- 나나

성우 - 야마카와 아야 / 여민정
예쁘고 귀여운 외모와 친절한 성격으로 야고네 반 아이들이 모두 좋아한다. 춤을 잘 추고 노래도 잘 부른다. 반 여자아이들과 같이 니얀다와 결혼하고 싶어한다. 반 아이들 중 키가 제일 크며 예쁜 녹색 눈을 가지고 있다.
- 또또

성우 - 야마카도 쿠미 / 진영
야고네 반 아이들 중 가장 똑똑하며 발명하는 것이 취미이다. 그리고 니얀다처럼 사람들을 도와주고 싶어한다. 안경을 쓰고 있고, 손까지 덮는 가운을 입고 있다.
- 루루

성우 - 코바야시 유코 / 진영
야고네 반 아이들 중 한명이다. 부드럽고 조용한 성격이며 야고를 좋아한다. 물론 니얀다도 좋아한다.
- 예삐

성우 - 이치류사이 테이유우 / 이영아
야고네 반 아이들 중 한명이며 뚱뚱한 체형이다. 힘이 세고 운동을 잘한다. 유일하게 야고랑 친하지 않은 아이다.
- 스미 & 마미

성우 - 미우라 토모코 / ?
야고네 반에 새로 전학 온 쌍둥이들이다. 쌍둥이 대회에서 우승을 거둔 전적이 있다.
- 선생님

성우 - 코바야시 유코 / ?
야고네 담임 선생님이며, 야고가 니얀다러 변신하러 화장실이나 보건실로 보내달라고 할 때 허락해 주신다. 아이들에 대한 책임감이 강한 편이다.
- 치로

성우 - 아오야마 미노루 / 김광국
작품 속에서 등장하는 방송국인 고양이 마을 TV 스타 방송의 아나운서로 활동하고 있다. 그리고 니얀다를 매일마다 1위로 지정해 버려 메롱의 원성을 사기도 한다. 아나운서 일뿐만 아니라 다른 프로그램이나 행사 등에서 진행을 맡기도 한다.
- 고양이신선

성우 - 후지모토 유즈루 / 하성용
고양이 마을의 신선.
- 해골마왕

성우 - 나카타 카츠히로 -> 나야 로쿠로 / 사성웅
이름 그대로 해골들의 왕. 보검 편에서 처음 등장하며, 자신의 성으로 날아온 보검을 잡으면서 등장한다. 고양이 신선과 더불어 보검에 대한 해박한 지식을 가지고 있다. 보검을 통해 이 세상을 해골 왕국으로 만들려 하고 있다.
- 쥐 신선

성우 - 단 토모유키 / 이인성
찍찍 일족의 지배자.

## 에피소드
- 제1-A화: 니얀다 등장 (ニャンダー登場)
- 제1-B화: 하늘을 날고 싶어 (マントでヒヒヒ)
- 제2-A화: 하늘에서 춤을 (お空でダンス)
- 제2-B화: 핑코만 믿어 (ギンコにおまかせ)
- 제3-A화: 강적 타이거맨 (強敵ウルトラ丸)
- 제3-B화: 핑코 구출 작전 (ギンコ救出作戦)
- 제4화: 니얀다의 정체 (ニャンダーの正体?)
- 제5-A화: 수수께끼 박사를 물리쳐라 (倒せナゾナゾ博士)
- 제5-B화: 숲 속의 용사 메롱 (忍者ニャオン参上)
- 제6-A화: 들개 가온의 도전 (山犬ガオンの挑戦)
- 제6-B화: 최고의 보디가드 (パカパカキッド)
- 제7-A화: 들썩들썩 버섯을 찾아라 (おばけの木だキキ)
- 제7-B화: 야고의 하루 (ニャーゴの一日)
- 제8-A화: 학교 괴담 (やんちゃなオバケ)
- 제8-B화: 콩이, 가출하다 (コンちゃんの家出)
- 제9-A화: 두 명의 니얀다 가면 (ふたりのニャンダー)
- 제9-B화: 숲의 물을 되찾아라 (森の水を取り返せ)
- 제10-A화: 삐돌이의 비밀 (ピードリの秘密)
- 제10-B화: 명탐정 메롱 (名探偵ニャオン?)
- 제11-A화: 야고의 약속 (ニャーゴの約束)
- 제11-B화: 메롱 구조대 (ニャオン救助隊)
- 제12-A화: 버섯 숲으로 가다 (キノコでウキウキ)
- 제12-B화: 쌍둥이 전학생 (ふたごの転校生)
- 제13화: 니얀다의 탄생 (ニャンダー誕生)
- 제14-A화: 꿈도둑을 잡아라 (夢泥棒を捕まえろ)
- 제14-B화: 회오리바람을 멈춰라 (たつまきこぞう)
- 제15-A화: 숲의 물이 이상해 (守れみんなの水)
- 제15-B화: 하늘을 나는 빗자루 (空飛ぶほうき)
- 제16-A화: 너구리 소녀 봉봉 (タヌコ登場)
- 제16-B화: 유령 남매의 초대 (おばけの招待状)
- 제17-A화: 얼음 유령의 딸꾹질 (氷の国のロック鬼)
- 제17-B화: 밤 하늘의 클로버 (夜空のクローバー)
- 제18-A화: 팔씨름 왕은 누구? (腕相撲キング決定戦)
- 제18-B화: 싸움은 이제 그만 (ケンカはやめて)
- 제19-A화: 난 할 수 있어 (とべ!チビガエル)
- 제19-B화: 고민 해결사 메롱 (相談は任せるニャ)
- 제20화: 사라진 가면과 망토 (消えたかめん)
- 제21-A화: 세탁맨의 꿈 (ジャブジャブの夢)
- 제21-B화: 니얀다 기념관 (ニャンダー記念館)
- 제22-A화: 우유 배달원 카우 (牛乳屋のギューさん)
- 제22-B화: 공부는 즐거워 (勉強は楽しいニャ)
- 제23화: 신비의 검을 찾아라 (冒険!棒剣を探せ!)
- 제24화: 모험! 거북이 호수 (冒険!カメカメ湖)
- 제25화: 모험! 수수께끼의 성 (冒険!ナゾナゾ城)
- 제26화: 모험! 세 가지 소원 (冒険!三つの願い)
- 제27화: 모험! 해골성 (冒険!ドクロ城)
- 제28화: 모험! 하늘을 나는 섬 (探検!空飛ぶ島)
- 제29화: 모험! 보검의 수수께끼 (冒険!三本の剣の秘密)
- 제30-A화: 가수가 된 메롱 (ロッカー・ニャオン)
- 제30-B화: 속임수는 안 돼 (サイザンスでザンス)
- 제31-A화: 야고의 선물 (ニャーゴのプレゼント)
- 제31-B화: 질투쟁이 도마뱀 뿌 (やきもちプーとかげ)
- 제32-A화: 사라진 니얀다 부츠 (消えたニャンダーブーツ)
- 제32-B화: 착각은 자유 (空飛ぶペペペンギン)
- 제33-A화: 수수께끼의 미이라맨 (なぞのミイラ丸参上)
- 제33-B화: 못말리는 쌍둥이 (やんちゃな双子)
- 제34-A화: 게임이 좋아 (わがままコンチキ仙人)
- 제34-B화: 미안해, 나나 (ごめんね、ニャコちゃん)
- 제35-A화: 거미고양이의 은혜갚기 (クモネコの恩返し?)
- 제35-B화: 싸워도 바로 화해합시다 (ケンカで仲良し)
- 제36화: 미래가 보이는 구슬 (ニャン遺跡の秘密)
- 제37-A화: 카발레리나의 발레 발표회 (満員?バレエ発表会)
- 제37-B화: 깨비깨비의 선물 (サラキチのプレゼント)
- 제38-A화: 편식은 안 좋아요 (好き嫌いはだめ)
- 제38-B화: 미아가 된 돌고래 (迷子のイルカ)
- 제39화: 꿈의 나라로 오세요 (夢の国のミーコ)
- 제40-A화: 삐돌이는 정말 싫어 (ピードリなんか大嫌い)
- 제40-B화: 야고는 영화 스타 (ニャーゴは映画スター)
- 제41-A화: 사라진 책가방 (消えたランドセル)
- 제41-B화: 의심 받는 야고 (疑われたニャーゴ)
- 제42-A화: 스승님이 된 뾰족이 (忍法勝負で人気者!)
- 제42-B화: 사랑의 큐피드 메롱 (キューピッド・ニャオン)
- 제43-A화: 충치는 괴로워 (ヒーローだって虫歯は痛い)
- 제43-B화: 힘내라 버섯 대소동 (ハッスル茸で大迷惑)
- 제44-A화: 니얀다가 작아졌어요 (小さくなったニャンダー)
- 제44-B화: 외톨이가 된 삐돌이 (ピーどりとニャンドセル)
- 제45-A화: 하늘에서 온 손님 (空からの贈り物)
- 제45-B화: 다 함께 불 축제 (春を迎える火祭り)
- 제46-A화: 메롱이 이상해 (へんてこりんニャオン)
- 제46-B화: 쓰레기는 보물창고 (ゴミは宝の山)
- 제47-A화: 카코 할멈과 콩치키 도사의 대결 (カアコ対コンチキ仙人)
- 제47-B화: 사랑에 빠진 메롱 (ニャオンの花屋さん)
- 제48-A화: 신기한 야외 수업 (ハイキングで修行っぺ)
- 제48-B화: 수수께끼 할머니의 가게 (謎のおばあさんち)
- 제49-A화: 사라지는 샘 (きえる、いずみ)
- 제49-B화: 야채밭의 괴물 (畑の怪物退治)
- 제50-A화: 타이거맨은 부자 (ウルトラ丸は大金持ち)
- 제50-B화: 카사양과 테르테르 (コウモリカサヤン)
- 제51-A화: 콩이가 감기에 걸린 날 (コンが風邪をひいた日)
- 제51-B화: 두꺼비 소녀의 사랑 (コガマちゃんの恋)
- 제52-A화: 꽃 피지 않는 안개나무 (カスミバナを救え)
- 제52-B화: 사진작가 등장 (名カメラマン登場)
- 제53-A화: 돌아온 서커스 가족 (帰ってきたサーカス・ツバメ)
- 제53-B화: 마법의 팩 소동 (きれいになって人気者)
- 제54-A화: 해적 메롱과의 대결 (海賊ニャオンとの対決)
- 제54-B화: 빵 만들기의 달인 (パンづくりはバクハツだ)
- 제55-A화: 쌍둥이라고 부르지 마 (ふたごちゃんってよばないで!)
- 제55-B화: 뒤바뀐 니얀다와 메롱 (コンチキ仙人の新発明)
- 제56-A화: 새로 오신 양호 선생님 (カネコ先生がやってきた)
- 제56-B화: 빨리 크고 싶어요 (でっかくなりたい、ちびこんぐ)
- 제57-A화: 말썽쟁이 콩치키 도사 (ミイラ丸が二人?)
- 제57-B화: 메롱, 학교를 만들다 (ニャオン学校をつくるニャ)
- 제58화: 4개의 구슬과 해골 마왕 (輝く玉とドクロ王)
- 제59화: 오염된 바다 (海を汚す、ヘドロンドン)
- 제60화: 펭귄섬을 지켜라 (ペンギン島を守れ!)
- 제61화: 해골마왕의 최후 (ドクロ王、最期の日)
- 제62-A화: 응원 로봇 브라보 (やったね、ブラボーくん)
- 제62-B화: 헤어 디자이너 초키 (あわて者、チョッキー)
- 제63-A화: 메롱의 번트 작전 (ホラ吹きニャオン)
- 제63-B화: 뽀뽀뽕꽃 탐사대 (ポポポン花発見隊)
- 제64-A화: 사이좋게, 서로 도우며 (ケンカの帰り道)
- 제64-B화: 멍돌이의 첫 모험 (ワンタ、はじめての冒険)
- 제65-A화: 풍선 대소동 (早口風船パニック)
- 제65-B화: 슈퍼 메롱호 출동 (スーパーニャオン号出動!)
- 제66-A화: 멈춰버린 큰 시계 (止まっちゃったぞ大時計)
- 제66-B화: 납치된 핑코 (飛んだ!ギンコ姐さん)
- 제67-A화: 핑코를 찾아라! (ギンコ姐さんを探せ)
- 제67-B화: 즐거운 어린이 축제 (がんばれ!借り物競走)
- 제68-A화: 숲의 조각가 키츠 (彫刻家キッツー)
- 제68-B화: 자서전을 쓴 메롱 (伝説の勇者ニャオン)
- 제69-A화: 타임캡슐VS타임머신 (タイムマシンで人気者)
- 제69-B화: 다먹어꽃 주의보 (なんでも食べちゃうガツガツ草)
- 제70-A화: 마술사 매직맨 (マジシャンマジャック)
- 제70-B화: 달밤의 무도회 (月夜の舞踏会)
- 제71-A화: 아기 유령의 가출 (おばけベビーが家出?)
- 제71-B화: 게으름뱅이 니얀다 (ニャンダーはなまけもの)
- 제72-A화: 권투 선수 메롱 (カンガルーボクサー)
- 제72-B화: 할 때는 한다 (ラクダは、楽だ)
- 제73화: 니얀다 카렌의 탄생 (ニャンダーかれん誕生)
- 제74화: 찍찍 일족이 찾아왔다 (チュウチュウ一族がやってきた)
- 제75화: 고양이 마을의 대위기 (キャットタウンは大ピンチ)
- 제76화: 니얀다랜드로 초대합니다 (ニャンダフルランドにご招待)
- 제77화: 공포의 마우스 트리오 (登場! 爆裂マウス)
- 제78화: 비눗방울 대작전 (チュウたこバトル)
- 제79화: 찍찍 선물 대작전 (チュウチュウプレゼント作戦)
- 제80화: 인기 스타가 된 메롱 (かれん! 大活躍)
- 제81화: 화해의 떡 찧기 대회 (モチモチ仲なおり)
- 제82화: 빼앗긴 고양이 숲 (森はだれのもの?)
- 제83화: 최후의 결전 (チュウ砦の大攻防)

## 주제가

### 한국 방영 주제가
- 오프닝 테마
《꿈의 망토》
노래：최향윤, 작사：야나세 다카시, 작곡&편곡：쇼노 켄이치
- 엔딩 테마 1
《마음의 숲에서》
노래：최향윤, 작사：야나세 다카시, 작곡&편곡： 쇼노 켄이치
- 엔딩 테마 2
《댄스로 냥2》
노래：이현진, 작사：야나세 다카시, 작곡&편곡： 미야지 카즈아키

## 뒷이야기
- '니얀다'를 일본에서는 '냔다 카멘'(ニャンダーかめん)이라고 한다. 카멘은 일본어로 "가면"을 뜻하는 단어로, 이를 한국어로 직역하면 "냔다 가면"이라는 뜻이 된다. 한국어판 제목에서는 "카멘"이라는 단어가 빠졌다. 반대로 9-A화 제목은 일본에서는 'ふたりのニャンダー'(두 명의 니얀다)로 나왔으나, 한국에서는 두 명의 니얀다 가면으로 나왔다.